# 忒隣
忒隣（テンリン、泰和2年（1202年）- 泰和3年5月24日（1203年7月11日））は、金の皇族。漢名は洪烈。生母は元妃李師児（李湘の娘）。

## 生涯
第6代皇帝の章宗の六男（遺腹子を除いて末子）。章宗の子、すなわち忒隣の5人の兄は全て早世していたため、生まれると同時に葛王に封じられて世継ぎにされ、長命を願って祭祀が行われた。しかし泰和3年（1203年）5月24日、1歳にならないうちに死去した。
忒隣の死後、章宗は子に恵まれず、年代が近い叔父の衛紹王を世継ぎに定めた。
中国の武侠小説『射鵰英雄伝』においては、この人物をモデルにした趙王完顔洪烈というキャラクターが、金国側の主要人物として登場する。